# Song One
Song One är en amerikansk dramafilm från 2014, skriven och regisserad av Kate Barker-Frøyland. Filmens protagonister spelas av Anne Hathaway, Ben Rosenfield och Johnny Flynn.